# Som de Vidabona
El Som de Vidabona és una muntanya de 1.492 metres que es troba al municipi d'Ogassa, a la comarca catalana del Ripollès.